# Proveedor de identidad

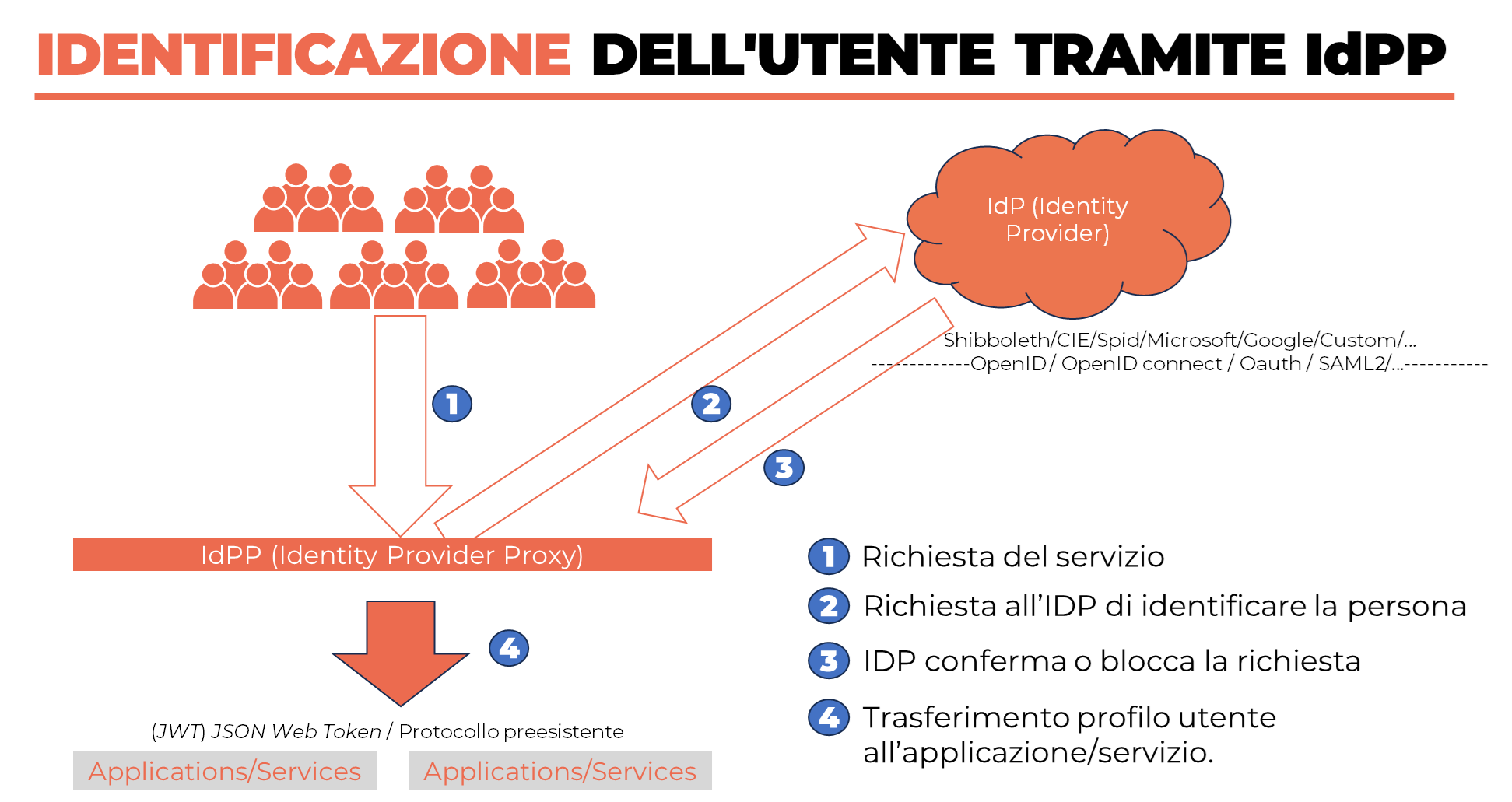
Flujo de proxy del proveedor de identidad

Un proveedor de identidad (IdP por sus siglas en inglés), también conocido como proveedor de confirmación de identidad, es una entidad con la autoridad de información relacionada con la identidad de un sistema. El IdP se encarga de diseminar la información de identidad a todos aquellos proveedores de servicios que requieran confirmar la identidad de sus usuarios. Los IdP son parte integral de los sistemas de gestión de identidad.

## Proveedores de identidad en informática
Los IdP son mecanismos ampliamente utilizados para procesos de autenticación en sistemas informáticos, en especial en áreas tales como el inicio de sesión unificado (SSO - Single Sign-On) y la AAA (autenticación, autorización, contabilidad).

### Estándares y protocolos
Los IdP pueden implementar uno o varios de los siguientes estándares y protocolos:
- SAML
- OAuth
- OpenID